# Livermore Falls (condado de Androscoggin)
Livermore Falls es un lugar designado por el censo ubicado en el condado de Androscoggin en el estado estadounidense de Maine. En el Censo de 2010 tenía una población de 1.594 habitantes y una densidad poblacional de 470,53 personas por km².

## Geografía
Livermore Falls se encuentra ubicado en las coordenadas 44°28′21″N 70°10′51″O / 44.47250, -70.18083. Según la Oficina del Censo de los Estados Unidos, Livermore Falls tiene una superficie total de 3.39 km², de la cual 3.12 km² corresponden a tierra firme y (7.87%) 0.27 km² es agua.

## Demografía
Según el censo de 2010, había 1.594 personas residiendo en Livermore Falls. La densidad de población era de 470,53 hab./km². De los 1.594 habitantes, Livermore Falls estaba compuesto por el 95.04% blancos, el 0.44% eran afroamericanos, el 0.06% eran amerindios, el 0.44% eran asiáticos, el 0% eran isleños del Pacífico, el 1.57% eran de otras razas y el 2.45% pertenecían a dos o más razas. Del total de la población el 2.82% eran hispanos o latinos de cualquier raza.